# Kdegames
kdegames è il modulo che raggruppa i videogiochi scritti per l'ambiente desktop KDE.

## I giochi di Kdegames-4

### Giochi arcade
- Kapman - un clone di Pac-Man
- KBounce - Un port di JezzBall
- KBreakout - Il classico Breakout in cui si abbattono muri
- KDiamond - Una variante del classico Tetris
- KGoldRunner - Corri sulle piattaforme raccogliendo l'oro ed evitando i nemici (è un clone di Lode Runner)
- KLines - Color Lines, allinea 5 sfere di pari colore in modo da formare una riga, una colonna o una diagonale
- Kolf - Simulatore di minigolf
- Kollision - Un semplice gioco in cui devi evitare scontri tra palline
- KSame - Un muro di palle colorate da rimuovere (clone di SameGame)
- KSpaceDuel - Variante di Space Walls

### Giochi da tavolo
- Bovo - Una implementazione del gioco giapponese Gomoku
- KBattleship - Gioco di Battaglia navale
- KFourInLine - Simile a Forza 4
- KMahjongg - Mah Jong per KDE
- Kreversi - Othello
- KShisen - Gioco che usa le tessere di Mah Jong con regole diverse

### Giochi di logica e strategia
- KAtomic - Clone di Atomix
- KBlackBox - Gioco di logica
- Killbots - Gioco di robot killer e teletrasporto
- KJumpingCube - Un Risiko molto semplificato. Quando una casella ha valore massimo, conquista le circostanti.
- KMines - Il classico Campo minato
- KNetwalk - Costruzione di una rete di computer
- Konquest - Gioco di conquista spaziale
- KsirK - Simile al Risiko
- KSquares - Il classico gioco Punti e linee
- KSudoku - Implementazione software del Sudoku

### Giochi con carte o dadi
- Kiriki - Gioco con i dadi per più giocatori
- KPat - Una raccolta di solitari che comprende Klondike, Spider, FreeCell e altri
- sKat - un solitario molto noto in Germania

### Giochi per bambini
- KTuberling - "Il signor patata"

## I giochi di Kdegames-3.5

### Giochi arcade
- KAsteroids - Un clone di Asteroids
- KBounce - Un port di JezzBall
- KFoulEggs - Un clone di Puyo Puyo
- KGoldRunner - Corri sulle piattaforme raccogliendo l'oro ed evitando i nemici (è un clone di Lode runner)
- Kolf - Simulatore di minigolf
- KSirtet - Clone di Tetris
- KSmileTris - Variante di Tetris
- KSnake - Port di Rattler Race (variante di Snake)
- KSpaceDuel - Variante di Space Walls
- KTron - Tron in due
- KTuberling - "Il signor patata", un gioco per bambini

### Giochi "da tavolo"
- KBackgammon - Backgammon
- KBattleship - Gioco di Battaglia navale
- KBlackBox - Gioco di logica
- KenolabA - Abalone
- KMahjong - Mah Jong per KDE
- KShisen - Gioco che usa le tessere di Mah Jong con regole diverse
- KFourInLine - Forza 4

### Giochi di strategia
- KAtomic - Clone di Atomix
- KJumpingCube - Consiste in una scacchiera in cui i riquadri cambiano colore.
- KLines - Allinea 5 sfere in modo da formare una riga
- Klickety - simile a KSameGame
- Konquest - Simile ad un Risiko spaziale
- KSameGame - Muro di palline colorate da abbattere
- KSokoban - Sokoban
- KMines - Il classico Campo minato

### Giochi di carte
- KPat - Una raccolta di solitari che comprende Klondike, Spider, FreeCell e altri
- KPoker - un gioco del poker
- Lt. Skat - un solitario ben conosciuto in Germania